# К-222

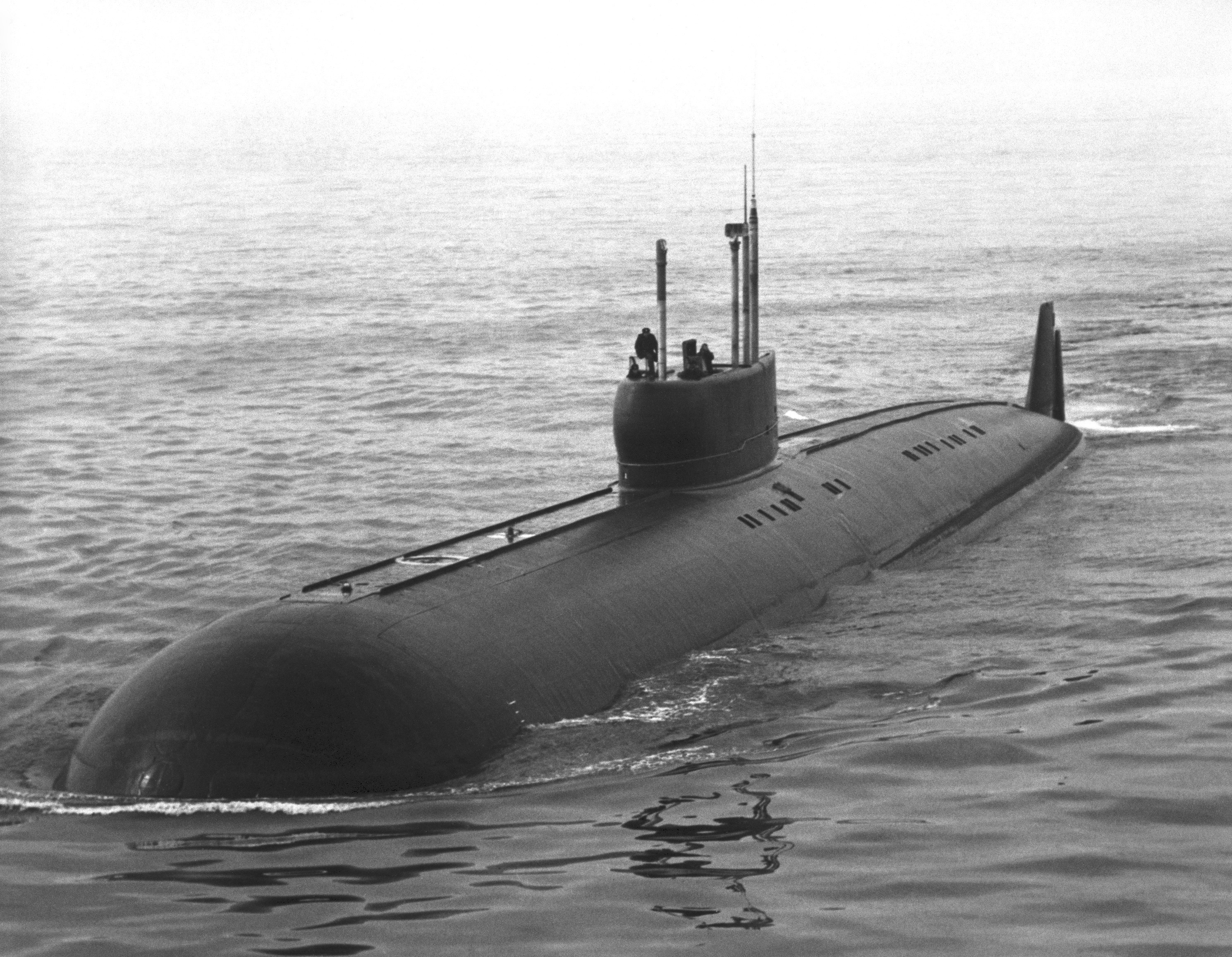
К-222 10 березня 1987 року

| К-222                      | К-222                                                         | К-222                                                         |
| -------------------------- | ------------------------------------------------------------- | ------------------------------------------------------------- |
|                            |                                                               |                                                               |
|                            |                                                               |                                                               |
|                            |                                                               |                                                               |
| Під прапором               | СРСР                                                          | СРСР                                                          |
| Спуск на воду              | 21 грудня 1968 року                                           | 21 грудня 1968 року                                           |
| Виведений зі складу флоту  | 1988 рік                                                      | 1988 рік                                                      |
| Проєкт                     |                                                               |                                                               |
| Тип ПЧ                     | Підводний човен атомний (багатоцільовий з ракетами крилатими) | Підводний човен атомний (багатоцільовий з ракетами крилатими) |
| Класифікація НАТО          | «Papa»                                                        | «Papa»                                                        |
| Основні характеристики     |                                                               |                                                               |
| Швидкість (надводна)       | 19 вузлів                                                     | 19 вузлів                                                     |
| Швидкість (підводна)       | 44 вузли                                                      | 44 вузли                                                      |
| Гранична глибина занурення | 400 м                                                         | 400 м                                                         |
| Автономність плавання      | 70 діб                                                        | 70 діб                                                        |
| Екіпаж                     | 80 осіб                                                       | 80 осіб                                                       |
| Розміри                    |                                                               |                                                               |
| Довжина найбільша (по КВЛ) | 106,9 м                                                       | 106,9 м                                                       |
| Ширина корпусу найб.       | 11,5 м                                                        | 11,5 м                                                        |
| Середня осадка (по КВЛ)    | 7,5 м                                                         | 7,5 м                                                         |
| Водотоннажність надводна   | 5 197 т                                                       | 5 197 т                                                       |
| Водотоннажність підводна   | 7 000 т                                                       | 7 000 т                                                       |
| Озброєння                  |                                                               |                                                               |
| Торпедно- мінне озброєння  | 4×533 мм (12 торпед)                                          | 4×533 мм (12 торпед)                                          |
| Ракетне озброєння          | 10 ракет крилатих ПКР П-70 «Аметист»                          | 10 ракет крилатих ПКР П-70 «Аметист»                          |

К-222 — радянський атомний підводний човен другого покоління, озброєний крилатими ракетами П-70 Аметист, єдиний корабель, збудований за проєктом 661 «Анчар» (по класифікації НАТО — «Papa»). Найшвидший в світі підводний човен, що досягав у підводному положенні швидкості більше 42 вузла (77,8 км/год). За дорожнечу побудови човен прозвали «Золота рибка». Перший в світі підводний човен з корпусом із титанових сплавів.

## Історія проєкту
28 серпня 1958 року вийшла постанова ЦК КПРС і Ради Міністрів СРСР «Про розвиток науково-дослідних, дослідно-конструкторських і проєктних робіт, спрямованих на створення нових типів швидкісних атомних підводних човнів, на забезпечення їх переваги над зарубіжними», і в цьому ж році в ЦКБ-16 (нині СПМБМ «Малахіт») було розпочато роботу зі створення швидкісного підводного човна нового покоління, з титановим корпусом, вдосконаленою атомною енергетичною установкою і з можливістю запуску крилатих ракет з підводного положення (для озброєння човна в 1960 році було розпочато проєктування ПКР П-70 Аметист).
Підводний човен призначався для нанесення ракетних і торпедних ударів по авіаносних з'єднаннях противника. Також планувалося вивчення нових конструкційних матеріалів, зокрема — титанового сплаву для корпусу човна. Його створювали ЦНДІ-48, ЦНДІ-138, ЦКБ-16, Іжорський, Верхньо-Салдинський, Краматорський та інші заводи, Запорізький та Березниківській титано-магнієві комбінати змогли виробляти злитки вагою 4-6 тонн.
Головним конструктором був призначений М. М. Ісанін, з 1965 року його змінив М. Ф. Шульженко.
При проєктуванні човна рішенням керівництва було заборонено використовувати вже освоєні прилади, автоматику, обладнання. Це рішення спричинило значне збільшення термінів розробки проєкту та подорожчання робіт, але зумовило унікальність створеного корабля. У його створенні брали участь зокрема ЦНДІ-45 (хідкість, маневреність і міцність; автоматизація енергетичного устаткування, систем руху та озброєння), ЦНДІ «Аврора», ЦНДІ «К», МАНДІ-1, ЦНДІ-49.
Всього у створенні К-162 було задіяно більше 400 проєктних і науково-дослідних організацій та підприємств СРСР, а також провідні інститути ВМФ СРСР. Розробку реактора виконано НДІ-8 МСМ та рядом КБ за участі Інституту атомної енергії СРСР, науковий керівник — академік Александров.
Основні тактико-технічні елементи субмарини затверджені 9 квітня 1959 року. На кінець 1961 року після затвердження технічного проєкту почався випуск робочих креслень, а в 1962 — виготовлення на заводі «Сєвмаш» перших корпусних конструкцій з титану, який вперше застосовувався в світовому підводному кораблебудуванні.
28 грудня 1963 року на заводі № 402 під заводським № 501 був закладений експериментальний крейсерський підводний човен проєкту. 17 грудня 1968 року човен спустили на воду. 13 грудня 1969 року у понеділок о 2.30 ранку К-162 вийшла на ходові випробування. Морякам було не до забобонів — це був час максимального припливу. Канал, по якому виходили в море, не був розрахований на 8-метрову осадку човна і у деяких місцях до ґрунту залишалось не більше 20 сантиметрів. Після завершення цих випробувань був підписаний приймальний акт і корабель був зданий ВМФ (Північному флоту).

## Історія служби

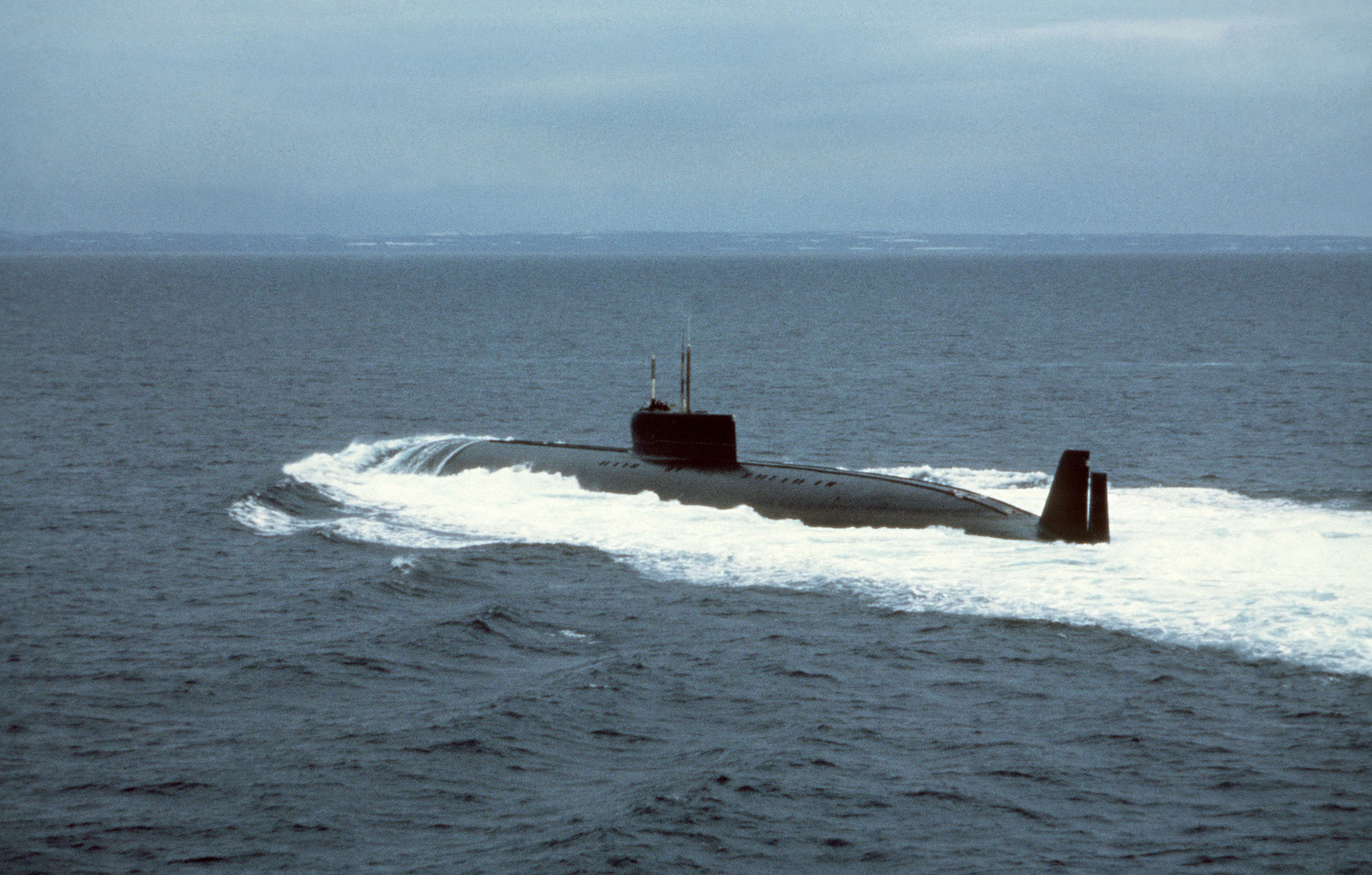
К-222 26 жовтня 1983 року

- 3 травня 1962 року — зарахований у списки кораблів ВМФ СРСР як К-18, проте вже 31 грудня знято з обліку.
- 27 січня 1965 року — вдруге зарахований в списки кораблів ВМФ СРСР як КрПЛ К-162.
- Восени 1965 року сформовано перший екіпаж.
- 13 грудня 1969 року — введений в експлуатацію.
- 9 січня 1970 року — увійшов до складу Червонопрапорного Північного флоту СРСР.
- 14 грудня 1970 року — прибув до постійного місця базування в Західну Ліцу[ru].
- 18 грудня 1970 року — відбулися випробування, в ході яких було встановлено світовий рекорд швидкості під водою. Голова комісії державного приймання контр-адмірал Володимир Петрович Маслов, головний конструктор Микола Федосійович Шульженко і відповідальний здавальник Кузьма Михайлович Палкін погодили маневр — досягнення максимально можливого ходу. Але для цього довелося заблокувати аварійний захист турбін і перейти на ручне управління головним турбозубчатим агрегатом (ГТЗА). На пост управління турбінами заступив інженер виробника турбін Кіровського заводу Олександр Скворцов. При потужності реакторів 97 % була досягнута швидкість 44,74 вузла (82,86 км/год) на глибині занурення 100 м.[4]
- 29 грудня 1970 року — зарахований до складу 11-ї ДиПЧ 1-й ФлПЧ Червонопрапорного Північного флоту СРСР з базуванням на Західну Ліцу.
- 30 березня 1971 року — кораблю було поставлено завдання — вийти на Мотовську мірну лінію і зафіксувати максимальну швидкість не тільки за власними (корабельним) приладам, а й зі спостереження гідрографічних суден. Ця подія мала відбутися в день і годину відкриття XXIV з'їзду КПРС, на адресу якого передбачалося відправити з моря донесення про світовий рекорд швидкості. На жаль, через штормову погоду гідрографічні судна не змогли вийти в море. А коли шторм ущух, рішення про донесення на адресу з'їзду було скасовано. Старший на борту — голова комісії дослідної експлуатації заступник командира 11-ї ДиПЧ капітан 1 рангу Ернест Бульйон дозволив розвинути хід при 100 % потужності реакторів. Були зроблені 2 галса, досягнута швидкість 44,85 вузла (83,06 км/год), а на третьому галсі не впоралися з керуванням турбінами. Старший на борту вирішив припинити ризикований режим руху, сказав: «Давайте останемся в живых». Таким чином, в офіційних документах залишився світовий рекорд швидкості підводного плавання — 44,74 вузла.[4]
- 25 вересня — 4 грудня 1971 року — човен здійснив дальній похід на повну автономність в Атлантичний океан (від Гренландського моря до Бразильської западини), де продемонстрував високі швидкісні якості, переслідуючи ударний авіаносець США «Саратога». Під час походу на борту знаходилося 129 чоловік (замість 83 за штатом). За два з половиною місяці човен спливав на поверхню всього один раз. Цим походом завершився період дослідної експлуатації.
- 24 жовтня 1972 року — 6 січня 1975 року — перебував в середньому ремонті на заводі «Сєвмаш» в Сєверодвінську.
- 15 січня 1978 року — отримано новий тактичний номер — К-222.
- Червень 1984 року — перерахований до складу 50-ї ДиПЧ 9-й ЕПЧ з базуванням на Ура-губу, селище Відяєве[ru].
- Грудень 1984 року — виведений з експлуатації. Поставлений на прикол в Северодвінську.
- 14 березня 1989 року — виключений зі складу ВМФ СРСР.
- 7 листопада 1999 року — спущений прапор ВМФ СРСР. Корабель переданий цивільному екіпажеві підприємства «Сєвмаш».

З 1988 року човен знаходився в резерві, на зберіганні на морській базі в Сєверодвінську. У 2008 році розпочато демонтаж К-222 на «Сєвмаші». 23 липня 2008 року човен переведений з ВО «Сєвмаш» до причалу Центру судноремонту «Зірочка» для подальшої утилізації. Вересень — жовтень 2010 року — утилізований на ВАТ «Центр судноремонту «Зірочка», тривідсіковий блок знаходився на плаву неподалік від причалу № 27 (м. Сєверодвінск).
2 квітня 2015 року — Центр судноремонту «Зірочка» в Северодвінську завершив утилізацію найбільш високошвидкісного в історії підводного флоту атомного підводного човна К-222. В останніх числах березня фахівці завершили унікальну операцію з вивантаження відпрацьованого ядерного палива (ВЯП) і герметизацію реакторів АПЧ. Наступної навігації тривідсіковий блок з реакторного відсіку і двох суміжних з ним, що залишилися від розбирання атомохода, буде відбуксирований в Сайда-губу на Кольському півострові, де реакторний відсік піднімуть на берег і переведуть в пункт довготривалого зберігання.

## Технічні характеристики

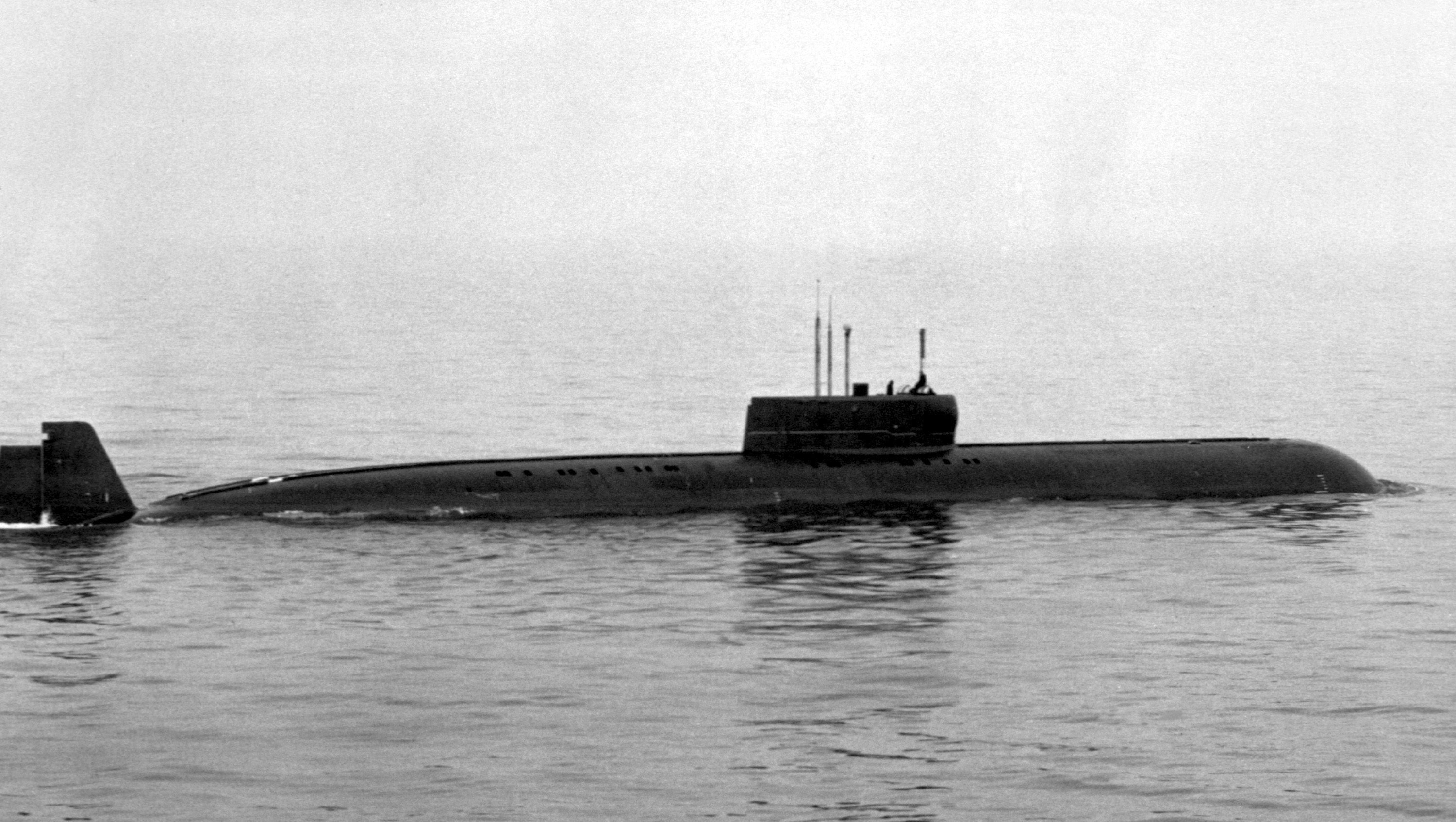
К-222 1 жовтня 1985 року

- Довжина — 106,4 метри.
- Ширина — 11,5 метрів.
- Висота — 14,5 метрів.
- Осадка середня — 7,8 метри.
- Конструктивний тип — двокорпусна.
- Водотоннажність:

надводна нормальна — 5200 тонн.
підводна — 8770 тонн.
- Швидкість ходу:

повна підводна під ГТЗА — 38 вузлів (44,74 — максимальна).
повна надводна під ГТЗА — 19 вузлів.

- Глибина занурення — 400 метрів робоча, 550 метрів гранична.

- Озброєння:

крилаті ракети — П-70 «Аметист». Боєкомплект — 10 штук. Пускові апарати встановлені під кутом 32,5° до горизонту. Можливість пуску з глибини до 30 метрів, при необхідності двома залпами з перервою 3 хвилини.
торпеди — 4 носові 533-мм торпедні апарати, можливість безбульбашкової стрільби з глибин до 200 метрів. Боєкомплект — 12 штук.
- Енергоустановка: два автономних комплекси лівого та правого бортів

тип — атомна, номінальна теплова потужність водоводяного реактора — 177,4 МВт, автоматичний вихід на задану потужність по заданому режиму.
кількість реакторів — 2, запас ядерного пального на 4 навколосвітніх плавання повним підводним ходом без перезаряджання.
тип ПГУ — В-5Р, парогенерація при номінальній потужності реактора — 2 х 250 т пари на годину.
тип ПТУ — ГТЗА-618.
кількість х потужність (на валу) ПТУ, к.с. — 2 х 40000.
кількість х потужність ТГ, кВт. — 2 х 3000 (типа ОК-3), 380 В 50 Гц.
кількість валів — 2.
тип АБ, число груп АБ х число елементів — срібно-цинкова СЦМ (СЦ-55), 2 х 152.
- Екіпаж — 80-85 осіб (в тому числі 25 офіцерів).
- Автономність — 70 діб.

Човен мав такі системи: гідроакустичний комплекс МГК-300 «Рубін», система управління вогнем човна «Ладога-П-661», навігаційна система «Сігма-661», гідроакустична система виявлення мін «Радіан-1», радар РЛК-101 та МТП-10, система розпізнавання свій-чужий «Ніхром», станція радіорозвідки.
В 1969 році на державних випробуваннях у Баренцовому морі човен розвинув при 90-92 % потужності реакторів швидкість 42 вузла, замість специфікаційних 38 вузлів. При цьому виявився невідомий до того факт — на швидкостях вищих 35 вузлів через турбулентний характер обтікання човна виникали дуже потужні шуми. Подібний шум не тільки призводив до дискомфорту екіпажа, але і позбавляв прихованості — одного з головних військових факторів підводного човна, адже при досягненні цих швидкостей човен просто ревів у акустичному діапазоні!
Цікавий факт
При проєктуванні було приділено особливу увагу зниженню загальної підводної шумності човна і рівня акустичних перешкод роботі гідроакустичних станцій. Для цього вперше у практиці підводного суднобудування СРСР застосовано ряд суттєвих технічних рішень: амортизовано блок парогенератора, створено головний турбо-зубчастий агрегат у моноблочному виконанні, застосовані регульовані приводи найбільш шумних допоміжних механізмів паротурбінного устаткування, застосовані більш ефективні кріплення механізмів.
Згадує колишній головний корабельний інженер Північного флоту СРСР контр-адмірал у відставці Микола Григорович Мормуль:
«Занурилися. Вибрали, зрозуміло, середню глибину — 100 метрів. Дали хід. У міру збільшення оборотів всі відчули, що човен рухається з прискоренням. Це було дуже незвично. Адже зазвичай рух під водою помічаєш хіба що за показниками лага. А тут, як в електричці, — всіх назад повело. Далі, як кажуть, більше. Ми почули шум води, що оточує човен. Він наростав разом зі швидкістю корабля, і коли ми перевалили за 35 вузлів, у вухах вже стояв гул літака.
Нарешті вийшли на рекордну — сорокадвовузлову швидкість! Ще жоден населений підводний снаряд не розверзав морську товщу настільки стрімко. У центральному посту стояв вже не „гул літака“, а гуркіт дизельного відсіку. За нашими оцінками, рівень шуму досягав 100 децибел.
Ми не зводили очей з двох приладів — з лага і глибиноміра. Автомат, слава богу, тримав „золотосерединну“ стометрову глибину. Але ось підійшли до першої поворотної точки. Авторульовий переклав вертикальне кермо всього на три градуси, а палуба під ногами похилилась так, що ми ледве не посипалися на правий борт. Схопилися хто за що, аби втриматися на ногах. Це був не крен повороту, це був справжнісінький авіаційний віраж, і якби кермо переклали трохи більше, К-162 могла б зірватися в „підводний штопор“ з усіма сумними наслідками такого маневру. Адже в запасі у нас на все про все, нагадаю, залишалася двадцять одна секунда!

Напевно, тільки льотчики можуть представити всю небезпеку сліпого польоту на надмалій висоті. У разі крайньої потреби на нього наважуються на лічені хвилини. Ми ж йшли в такому режимі дванадцять годин! А запас безпеки нашої глибини не перевищував довжини самого човна».
В 1971 році на Мотовській мірній милі при повній потужності реакторів була досягнута швидкість в 44,74 вузлів (82,86 км/год). Після випробувань човен був буквально відполірований водою, навіть зварювальні шви були загладжені.
Цікавий факт
Корпус К-222 не був покритий спеціальними антишумовими та антигідроакустичними покриттями. Його навіть не фарбували! Це було обумовлене технологічними можливостями того часу. Титановий сплав, який тоді використовувався у виробництві, мав схильність до розтріскування (так звана «воднева хвороба»). Тому для того, щоб вчасно візуально виявити появу тріщин корпус залишили таким, як є.
Встановлені підводним човном рекорди швидкості (18 грудня 1970 року під водою — 44,74 вузла (близько 82,86 км/год) та 30 березня 1971 року під водою — 44,85 вузла (83,06 км/год)) — до цих пір не перевершені.
Човен представляв собою своєрідну лабораторію, де в реальних умовах здійснювалося відпрацювання нових зразків техніки і озброєння.
Цікавий факт
Енергетична установка підводного човна К-162 має трохи меншу потужність від найбільшого у світі підводного човна проєкту 941 «Акула». Для порівняння: К-162, водотоннажність: надводна — 5200 тонн, підводна — 8770 тонн; «Акула», водотоннажність: надводна — 28500 тонн, підводна — 48000 тонн.

## Аварія реактора на борту човна
30 листопада 1980 року, коли човен перебував на базі, при плановому ремонті, який передбачав перезаряджання обох реакторів, сталася серйозна аварія. Ремонт затягувався, техніків підганяли. Через поспіх монтаж системи управління захистом реактора був проведений за старими кресленнями. Після пуску стався швидкий розгін реактора без подачі води другого контуру. У результаті була оплавлена зона. Але все ж теплового вибуху не сталося, тиск до такого рівня не піднявся і кришку реактора не підірвало. Врятувало всіх диво — лопнув компенсатор головного насоса, спрацював як нештатний запобіжний клапан. Кілька тонн радіоактивної води вилилися в один з відсіків. На щастя людей там не було.
Рішення держкомісії звучало як вирок човну — заміна агрегатів і механізмів, що вийшли з ладу. Але запасних комплектів не існувало — човен був унікальним, в єдиному екземплярі. Щоб їх виготовити треба було відновлювати давно знищені виробничі лінії. На це могли піти роки.
Ситуацію врятували фахівці технічного управління флоту, вони зуміли заварити тріщину, провели випробування — шов витримав. Через кілька днів човен вийшов у море. Так із завареною тріщиною в першому контурі одного з реакторів К-162 і ходив ще 10 років до кінця своєї служби.

## Результати проєкту 661 «Анчар»
За супер-проєктом 661 «Анчар» була побудована всього лише одна субмарина. Причин тому декілька. Занадто висока шумність, що позбавляло човен прихованості, а змагатися у швидкості з протичовновими вертольотами було безглуздо. До того ж на кінець 80-х років на озброєнні ймовірного противника вже були нові чутливі гідроакустичні системи, які могли виявити «Золоту рибку» на досить великих відстанях, а головне озброєння човна — ракети П-70 «Аметист» — застаріло.
Інший вагомий момент: титановий монстр обійшовся СРСР в 240 мільйонів рублів (в цей же час американські платники податків заплатили 450 мільйонів доларів за авіаносець «Ентерпрайз», в 1960-х роках за 1 долар давали 60 копійок!..). Неймовірно, але факт — підводний човен коштував майже як гігантський атомний авіаносець водотоннажністю 85000 тонн. Недарма К-162 прозвали «Золотою рибкою»! За деякими даними, вартість першого човна могла скласти до 1 % річного ВВП Радянського Союзу періоду 60-х років минулого століття.
АПЧ К-222 був у строю недовго, всього 15 років, але неоціненний досвід, отриманий при роботі над проєктом 661 та експлуатації підводного човна, був використаний при роботі над наступними проєктами АПЧ 2 та 3 поколінь. Надалі роботи велися в бік зниження вартості та шумності човна за рахунок вдосконалення ходових якостей. Прямим розвитком даної концепції став проєкт 670 «Скат». Крім того, результати проєкту 661 були враховані у подальшій роботі по створенню дослідних і серійних човнів другого покоління проєктів 667а, 670, 671, а також з корпусами із титанових сплавів, зокрема і човна проєкту 705.
В Росії хотіли зробити з К-162 музей, але в силу різних причин не вийшло.